# Монкио деле Корти
Монкио деле Корти (итал. Monchio delle Corti) је насеље у Италији у округу Парма, региону Емилија-Ромања.
Према процени из 2011. у насељу је живело 230 становника. Насеље се налази на надморској висини од 815 м.

## Становништво
Према резултатима пописа становништва 2011. у општини је живело 985 становника.
| 1936. | 1951. | 1961. | 1971. | 1981. | 1991. | 2001. | 2011. |
| ----- | ----- | ----- | ----- | ----- | ----- | ----- | ----- |
| 3.333 | 3.306 | 2.785 | 1.972 | 1.584 | 1.469 | 1.254 | 985   |